# Bahnhof Hamburg-Friedrichsberg
Der Bahnhof Hamburg-Friedrichsberg ist ein Haltepunkt der S-Bahn Hamburg im Hamburger Stadtteil Dulsberg. Hier verkehrt die Linie S1.

## Geschichte

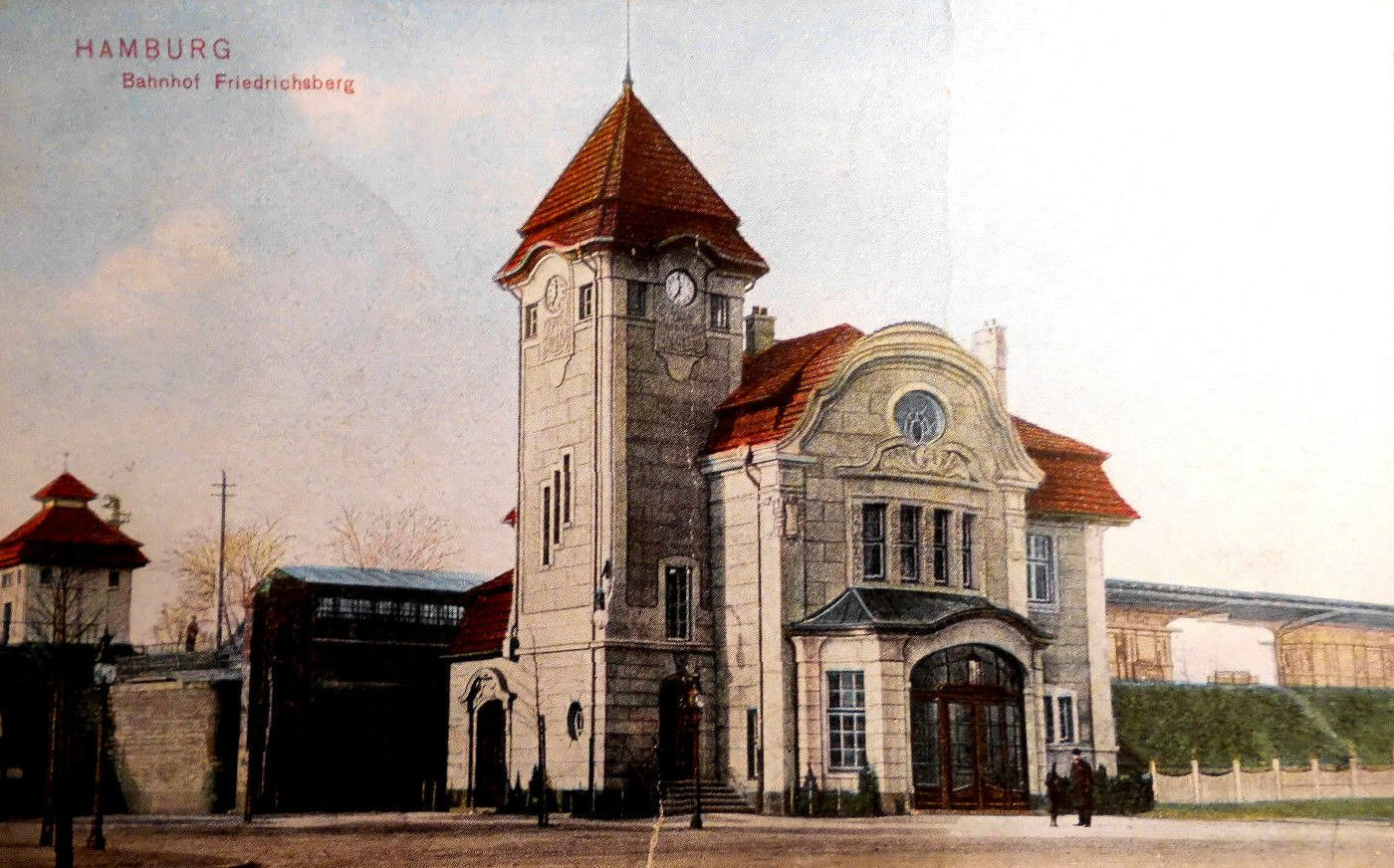
Bahnhof Friedrichsberg 1906

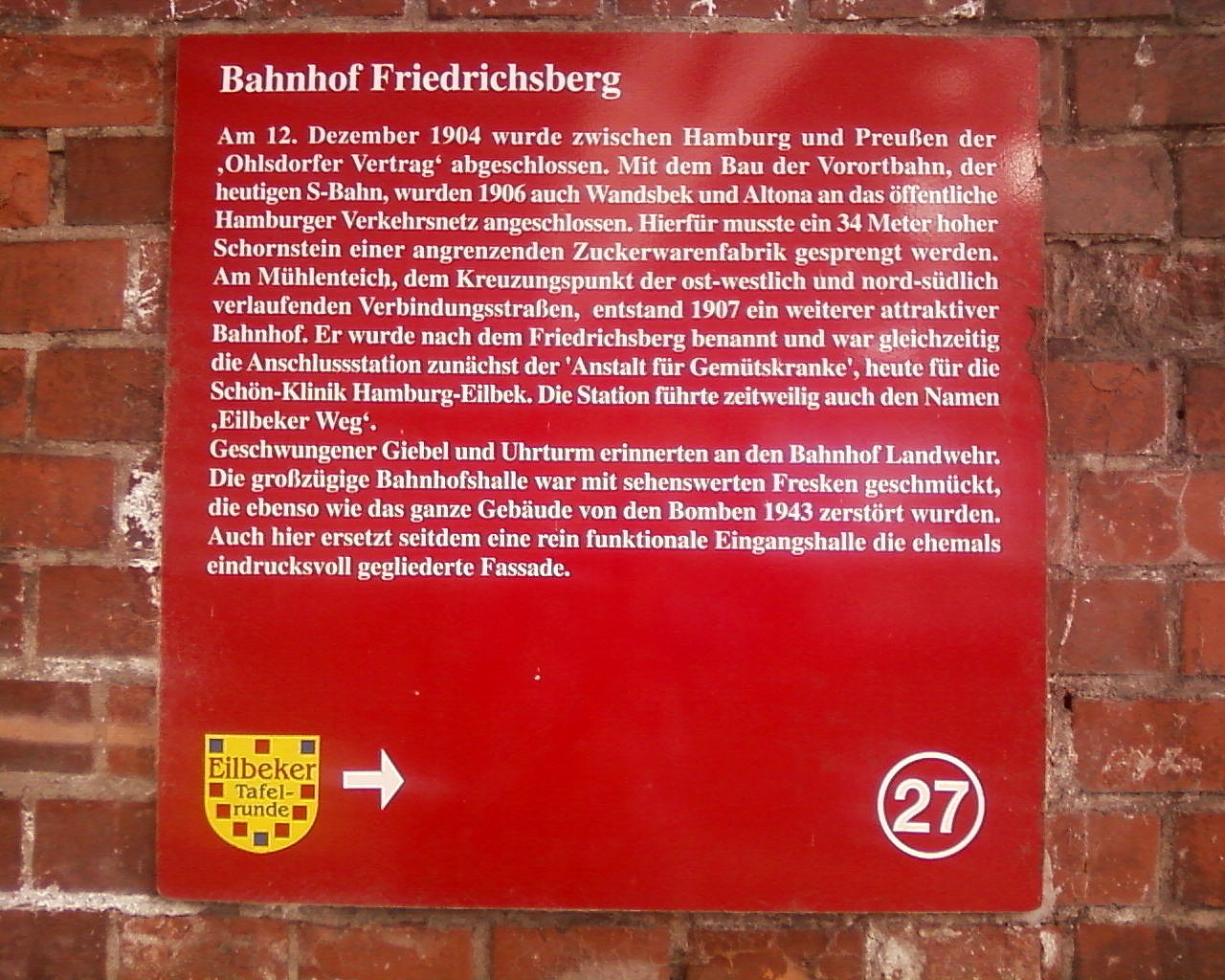
Infotafel am Bahnhof

Der Bahnhof wurde im Zuge der Eröffnung der Hamburg-Altonaer Verbindungsbahn am 5. Dezember 1906 eröffnet. Einer an ihm angebrachten Informationstafel der „Eilbeker Tafelrunde“ ist zu entnehmen, dass für seinen Standort der Kreuzungspunkt der ost-westlich und nord-südlich verlaufenden Verbindungsstraßen am Mühlenteich gewählt wurde. Zeitweilig war auch der Name „Eilbeker Weg“ angedacht, jedoch wurde er dann nach dem nahen Friedrichsberg benannt. Anfangs besaß der Bahnhof ein Empfangsgebäude mit Uhrenturm, das an den Bahnhof Hamburg-Landwehr erinnerte. Die großzügig dimensionierte Eingangshalle war mit sehenswerten Fresken geschmückt. 1943 wurde das Gebäude von Bomben zerstört und nach dem Krieg durch einen funktionalen Flachbau ersetzt.
2009 wurde die Haltestelle umgebaut und modernisiert. Friedrichsberg galt bei diesem Umbau als „Modellbahnhof“. Während des Umbaus wurde auch ein Aufzug ergänzt.

## Lage
Auf dem hier vorhandenem Bahndamm, der für vier Gleise vorgesehen war, liegt östlich der zwei Gleise der S-Bahn ein Gleis der Güterumgehungsbahn. Der Bahnsteig liegt zwischen den S-Bahn-Gleisen auf der Westseite. Der Zugang erfolgt vom östlich des Bahndamms liegenden Eingangsgebäude durch einen Fußgängertunnel zu einer Treppenanlage an der Südseite des Bahnsteigs. Hier wurde 2009 ein Aufzug zur Erreichung der Barrierefreiheit eingegebaut. Der Bahnsteig wurde in den 1990er Jahren Richtung Norden verlängert, um hier auch Langzüge mit neun Wagen halten lassen zu können.
In der Nähe ist eine Park-and-Ride-Anlage zu finden, die 93 Stellplätze hat. Eine Bike-and-Ride-Anlage in der Nähe hat 78 Plätze.

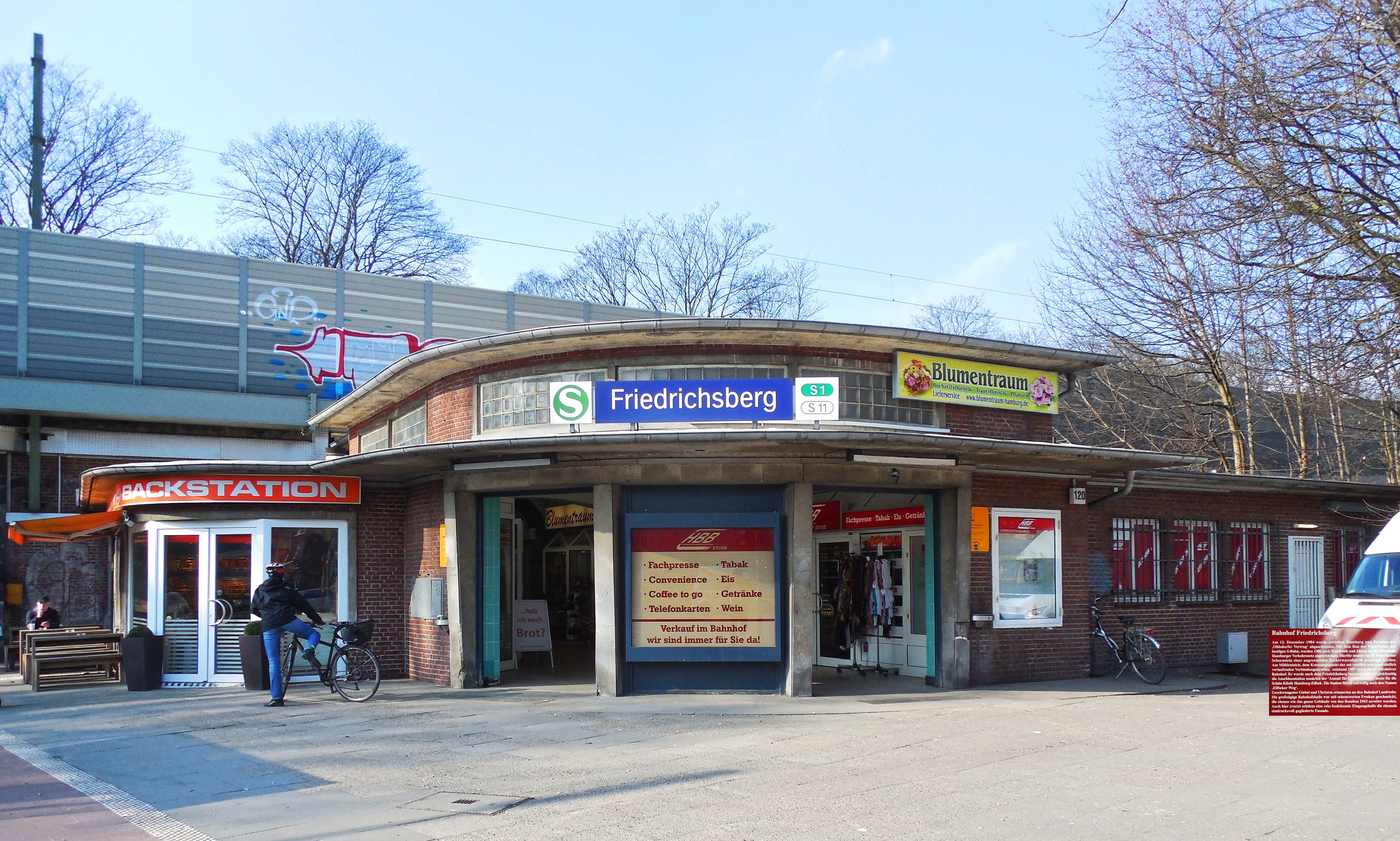
Der Zugang zum Bahnhof. Foto von 2014

## Verkehr
| Linie | Verlauf |
| ----- | --- |
| S 1   | Wedel – Rissen – Sülldorf – Iserbrook – Blankenese – Hochkamp – Klein Flottbek – Othmarschen – Bahrenfeld – Ottensen – Altona – Königstraße – Reeperbahn – Landungsbrücken – Stadthausbrücke – Jungfernstieg – Hauptbahnhof – Berliner Tor – Landwehr – Hasselbrook – Wandsbeker Chaussee – Friedrichsberg – Barmbek – Alte Wöhr (Stadtpark) – Rübenkamp – Ohlsdorf \ Streckenast Poppenbüttel – Kornweg (Klein Borstel) – Hoheneichen – Wellingsbüttel – Poppenbüttel / Streckenast Flughafen – Hamburg Airport (Flughafen) |

Die Züge der S1 fahren an dem Haltepunkt regulär im 10-Minuten-Takt und in der Hauptverkehrszeit im 5-Minuten-Takt. Bis zur Umstellung des S-Bahn-Liniennetzes am 10. Dezember 2023 hielt hier  in der Hauptverkehrszeit auch die damalige S11.
Außerdem hält hier noch die Metrobuslinie 16.